# Braconne (Arroux)
Die Braconne ist ein kleiner Fluss in Zentral-Frankreich, der in der Region Bourgogne-Franche-Comté südwestlich der Stadt Autun verläuft.

## Geographie

### Verlauf
Die Braconne entspringt an der Süd-Flanke des Mont Beuvray im Gemeindegebiet von Saint-Léger-sous-Beuvray, knapp an der Grenze zur benachbarten Gemeinde Larochemillay. Sie entwässert zunächst nach Südosten durch den Regionalen Naturpark Morvan und bildet im Mittelteil weitgehend die Grenze zwischen den Départements Saône-et-Loire und Nièvre. Im Unterlauf schlägt sie einen Haken nach Nordost, folgt der Bahnstrecke Nevers–Chagny und mündet schließlich nach insgesamt rund 18 Kilometern im Gemeindegebiet von Étang-sur-Arroux als rechter Nebenfluss in den Arroux.

### Orte am Fluss
(Reihenfolge in Fließrichtung)
- Montmoret, Gemeinde Saint-Léger-sous-Beuvray
- Le Colombier, Gemeinde Poil
- Le Grand Lome, Gemeinde La Comelle
- Lagué, Gemeinde Poil
- Chevannes, Gemeinde Saint-Didier-sur-Arroux
- La Verne, Gemeinde La Comelle
- Savigny, Gemeinde Étang-sur-Arroux
- Étang-sur-Arroux

## Sehenswürdigkeiten
Das Quellgebiet am Mont Beuvray ist eine eindrucksvolle archäologische Forschungs- und Ausstellungsstätte, da hier die Hauptstadt Bibracte des gallischen Stammes der Haeduer aus der Zeit vom Ende des zweiten Jahrhunderts v. Chr. bis zum Ende des ersten Jahrhunderts v. Chr. entdeckt und aufgearbeitet wurde und wird – Monument historique.